# Euporus partitus
Euporus partitus là một loài bọ cánh cứng trong họ Cerambycidae.